# Британские коммандос
Британские коммандос (англ. British Commandos) — специальные подразделения британской армии, сформированные в июне 1940 года по распоряжению премьер-министра Великобритании Уинстона Черчилля с целью проведения рейдов на оккупированной немцами территории континентальной Европы. Первоначально набирались из солдат британской армии, которые добровольно согласились участвовать в выполнении специальных операций, впоследствии в рядах коммандос служили не только представители всех видов вооружённых сил самой Великобритании и её колоний, но и иностранные добровольцы.
В годы Второй мировой войны были сформированы 30 отдельных подразделений коммандос и две десантные бригады. Они воевали на всех театрах военных действий — от Северного полярного круга в Европе и Ближнего Востока до Юго-Восточной Азии. Масштаб их действий был широк — от высадок небольших групп с моря или с воздуха до операций десантных бригад в составе сил вторжения в Европе и Азии.
После войны большинство подразделений коммандос были расформированы — сохранилась только 3-я бригада специального назначения. Тем не менее, сегодняшние британские Королевские военно-морские коммандос, Парашютный полк, Особая воздушная служба, а также Особая лодочная служба считаются правопреемниками ряда традиций оригинальных коммандос. Это наследие Второй мировой войны распространилось и на материковую Европу и США: французские Силы специального назначения и морской пехоты ВМС Франции, голландский корпус Commandotroepen и бельгийская бригада Paracommando были созданы в некоторой степени под влиянием британских коммандос.

## Формирование
Британские коммандос были сформированы в июне 1940 года как часть вооружённых сил Великобритании. После эвакуации войск из Дюнкерка Уинстон Черчилль обратился к штабу армии с предложением создать специальные подразделения с целью продолжения нанесения урона врагу на захваченной территории, от побережья и вглубь континента, что должно было способствовать сохранению боевого духа британской армии. Подполковник Дадли Кларк ещё ранее предлагал подобные идеи начальнику Генерального штаба Британской армии генералу Джону Диллу. Дилл, который уже знал об идеях Черчилля, одобрил предложение Кларка. 23 июня 1940 года было образовано первое подразделение коммандос, которое в тот же день выполнило своё первое задание.

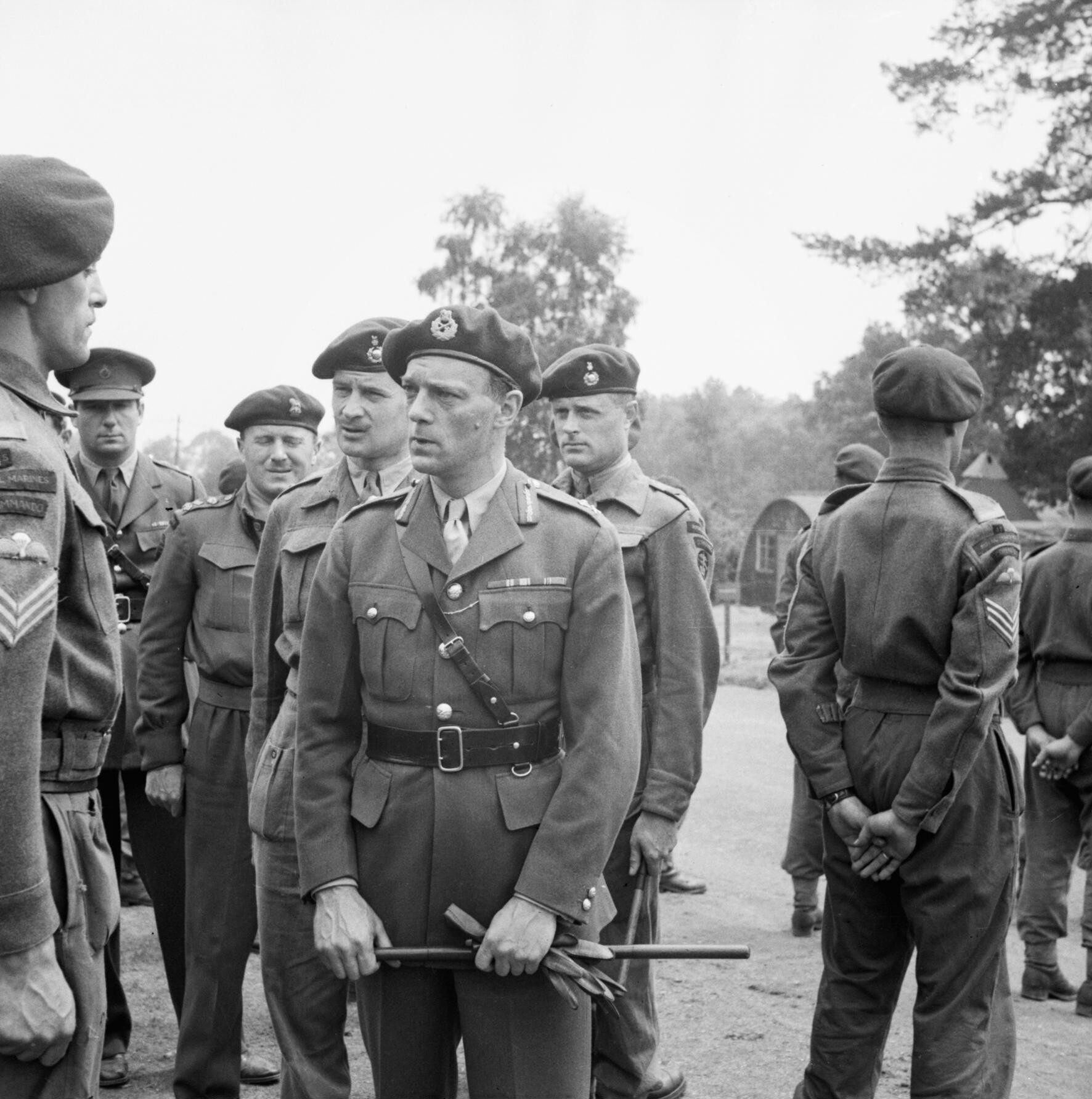
Сэр Роберт Лэйкок, генерал-майор британской армии, проводит смотр королевской морской пехоты Великобритании перед высадкой в Нормандии

Предложение о переходе в ряды нового подразделения было направлено солдатам гарнизонов британских городов из Территориальной армии Великобритании и военнослужащим уже не существующих отдельных рот (по 289 человек каждая), у которых был опыт боевых действий в Норвегии. К осени 1940 года более чем 2 тысячи человек добровольно вступили в формируемые диверсионные части. В ноябре 1940 года была учреждена Бригада особого назначения, состоящая из четырёх батальонов под общим командованием бригадира Дж. Ч. Хэйдона. Впоследствии бригада разрослась до 12 подразделений, каждое из которых стало называться «коммандос». Командиром в каждом подразделении был подполковник, средняя численность подразделения составляла 450 человек. Эти 450 человек делились на группы по 75 человек, а группы на отряды по 15 человек. Формально эти люди были только прикомандированы к коммандос, они носили форму и знаки различия своих прежних полков и продолжали получать жалованье по их спискам. Коммандос находились под оперативным контролем Штаба межвойсковых операций. Начальником этого штаба стал адмирал Роджер Киз, ветеран Дарданнельской операции и рейда на Зебрюгге (Первая мировая война). В октябре 1941 года его сменил вице-адмирал, лорд Луис Маунтбеттен, а в октябре 1943 года штаб возглавил генерал-майор Роберт Лэйкок.

## Организация

### Подразделения коммандос
В британской армии существовали следующие основные подразделения:
- No. 1[англ.]
- No. 2[англ.]
- No. 3[англ.]
- No. 4[англ.]
- No. 5[англ.]
- No. 6[англ.]
- No. 7[англ.]
- No. 8 (гвардейские коммандос)[англ.]
- No. 9[англ.]
- No. 10 (иностранные добровольцы)
- No. 11 (шотландские коммандос)[англ.]
- No. 12[англ.]
- No. 14 (арктические коммандос)[англ.]
- No. 30
- No. 62[англ.][9]

На Ближнем Востоке действовали ещё четыре подразделения:
- No. 50[англ.]
- No. 51[англ.]
- No. 52[англ.]
- Коммандос Ближнего Востока[англ.][9]

10-е подразделение коммандос формировалось из добровольцев из оккупированных стран (в том числе Франции, Бельгии, Польши, Норвегии и Нидерландов), а также перебежчиков из стран «оси», поэтому оно было самым крупным. 3-й отряд этого подразделения состоял исключительно из перебежчиков и назывался «английским», «британским» или «еврейским», а в 1944 году получил наименование «смешанного отряда» (англ. Miscellaneous Troop). В подразделении было достаточно много немцев, австрийцев и бежавших из стран Восточной Европы антифашистов, которые пострадали от нацистских гонений.
Некоторые из подразделений коммандос изначально имели собственное уникальное предназначение:
- 2-е подразделение использовалось как парашютно-десантное (тренировки начались в июне 1940 года) и вскоре было преобразовано в 11-й батальон Особой воздушной службы (ныне его правопреемником является 1-й парашютный батальон)[12]; затем с нуля было создано новое подразделение, не имевшее отношение к первоначальному 2-му подразделению, но получившее его номер[13].
- Значительное число коммандос было сведено в отдельную группу Layforce[англ.] и отправлено на Ближний Восток[14][15]. Из тех, кто выжил во время службы в Layforce, формировались впоследствии Особая лодочная эскадра и Особая воздушная служба[16][17].
- Военнослужащие 14-го подразделения специально обучались ведению боевых действий в полярных условиях и специализировались на использовании небольших лодок и каноэ, которые применяли при атаках на вражеский морской транспорт.
- 30-е подразделение отвечало за разведку и контрразведку: его солдаты учились распознавать вражеские документы, владели различными методами обыска, умели взламывать сейфы, захватывать пленных и допрашивать их, фотографировать и оперативно покидать место происшествия[18].
- 62-е подразделение, более известное как малое рейдерское подразделение (англ. Small Scale Raiding Force), насчитывало 55 человек, которые несли службу в Управлении специальных операций и выполняли его задания (например, операцию «Постмастер» на острове Биоко у западно-африканского побережья)[19][20].

В феврале 1941 года прошла реорганизация подразделений коммандос: отныне в составе каждого подразделения насчитывалось шесть групп вместо десяти и имелся собственный штаб. В каждую группу входили 65 человек, из них три командира и 62 военнослужащих солдатского и сержантского состава (это позволяло разместить полный состав группы на двух стандартных десантных баржах). Для их высадки использовались десантные корабли типа «Глен» (два отряда) и типа «Датч» (один отряд). В распоряжении коммандос была и своя автомототехника: персональный автомобиль командира, 12 мотоциклов (шесть с колясками), два грузовика (массой по 15 хандредвейтов) и одна «трёхтонка». Однако эти автомобили использовались только для тренировок и нужд администрации, а не для сопровождения солдат на задания.
В феврале 1942 года королевская морская пехота обратилась с просьбой организовать для них специальные отряды коммандос. Просьба была удовлетворена, и в распоряжении морской пехоты оказались девять отрядов (последний сформирован в 1944 году):
- No. 40[англ.]
- No. 41[англ.]
- No. 42[англ.]
- No. 43[англ.]
- No. 44[англ.]
- No. 45[англ.]
- No. 46[англ.]
- No. 47[англ.]
- No. 48[англ.]

В 1943 году были образованы коммандос Королевского военно-морского флота, которые выполняли задания по разведке боем, захвату плацдармов и зачистке местности перед морской высадкой, а также коммандос Королевских ВВС, сопровождавшие десантников и захватывавшие аэродромы противника или готовившие к использованию и осуществлявшие защиту новых взлётно-посадочных полос.

### Реорганизация 1943 года

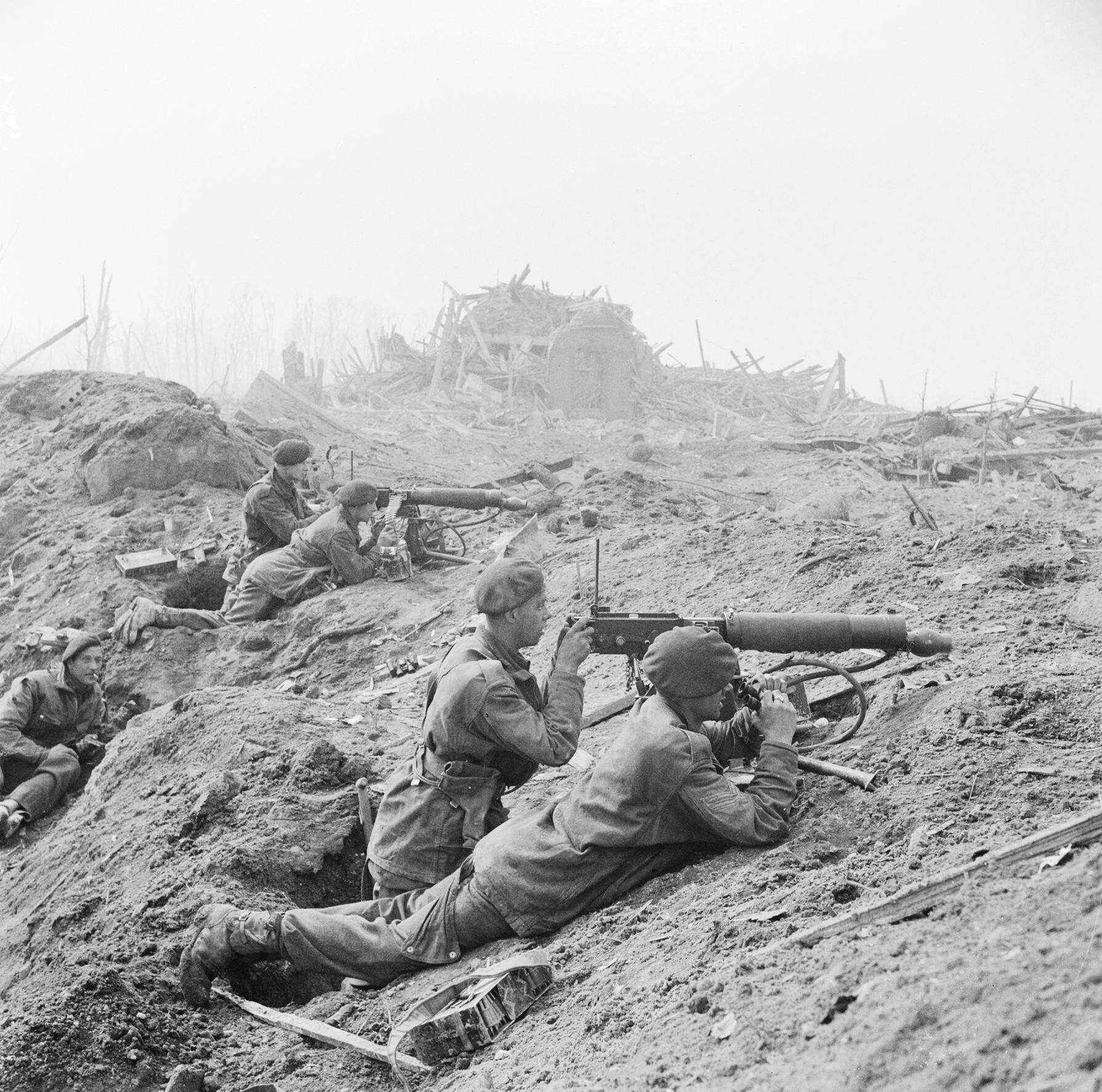
Британские коммандос в окрестностях Везеля (1945 год)

В 1943 году снова была изменена структура подразделения коммандос: в нём теперь были небольшой штаб, пять боевых групп, пулемётно-артиллерийская группа и группа связи. Боевые группы состояли из 65 человек любых званий, разделённые на два отряда по 30 человек, каждый из которых включал три отделения по 10 человек. Пулемётно-артиллерийская группа была вооружена пулемётами «Виккерс» и трёхдюймовым миномётом. Коммандос были оснащены теперь личным автотранспортом, доставлявшим их на поле боя: это были автомобиль командира, 15 мотоциклов (шесть с колясками), 10 грузовиков по 15 хандредвейтов и три «трёхтонки». В распоряжении пулемётно-артиллерийской группы были семь джипов Willys MB и тягачей пулемётно-артиллерийской группы, а также по джипу на каждую боевую группу и штабной джип. Это обеспечивало возможность одновременной переброски пулемётно-артиллерийской группы, штаба и двух боевых групп.
К этому моменту коммандос переключились на более крупные рейды. Они были собраны в четыре бригады особого назначения, которые стали «наконечником копья» союзных войск при операциях по высадке с моря. Новый штаб возглавил генерал-майор Роберт Стёрджес. Из 20 подразделений 17 были распределены по четырём бригадам, а оставшиеся три подразделения (12-е, 14-е и 62-е) действовали отдельно и специализировались на малых рейдах. Однако возраставший темп операции вместе с нехваткой добровольцев и необходимостью заменять погибших и раненых солдат вынудили расформировать эти три подразделения, и их обязанности на себя взяли две французские группы из 10-го подразделения коммандос.
В 1944 году была создана оперативная штаб-квартира, которая отвечала за действия на суше и на море. Крылья сухопутных и морских коммандос делились на пять групп, а также имели в своём составе группу тяжёлого вооружения, куда входили полностью обученные и подготовленные бойцы, которые могли служить резервом на поле боя. В декабре 1944 года четыре бригады особого назначения были переименованы в бригады коммандос.

## Подготовка
После создания подразделений коммандос на плечи их руководителей легла обязанность обучения подопечных. Дело осложнялось тем, что значительная часть оружия и припасов была брошена англичанами в Дюнкерке, а в самой Великобритании их катастрофически не хватало. В декабре 1940 года был образован учебный лагерь для коммандос Ближнего Востока, а в феврале 1942 года в Акнакерри (Северо-Шотландское нагорье) был создан свой тренировочный лагерь для основных сил британских коммандос. Его начальником стал бригадир Чарльз Хэйдон. Под командованием подполковника Чарльза Вогана начались активные тренировки в рамках подготовки личного состава подразделений (в том числе и резерва). Режим тренировок по тем временам был невероятно тяжёлым и был ориентирован на людей, более крепких по сравнению с обычными британскими солдатами. Преподаватели отбирались руководством лагеря и должны были обеспечивать максимальную подготовку бойцов. Обучение начиналось сразу же после прибытия новичков: им предстояло совершить марш-бросок протяжённостью 8 миль в полном вооружении от железнодорожного моста Спин до лагеря. Завершивших марш-бросок лично встречал Воган, который отбирал наиболее пригодных (не выдержавшие испытания немедленно возвращались в свои предыдущие воинские части).
Тренировки для оставшихся продолжались круглосуточно. При подготовке использовались не учебные, а настоящие боеприпасы и взрывчатка, чтобы отрабатываемые ситуации были максимально близки к реальности. Физическая подготовка ставилась на первое место. В комплекс упражнений входили бег по пересечённой местности и боксёрские поединки. Марш-броски и импровизированные штурмы позиций совершались в горах, в том числе и на труднопроходимой дороге близ озера Лох-Аркейг: все участники совершали их при полном вооружении. Помимо всего прочего, проводились занятия по плаванию, скалолазанию, велось обучение стрельбе из всех видов оружия, рукопашному бою как с холодным оружием, так и без него, а также проводились занятия по чтению карт, ориентированию на местности и инсценировке операций с использованием плавсредств. Курсанты размещались или в обычных палатках, или в хижинах Ниссена и сами себе готовили еду. Поддержание дисциплины также было приоритетным: солдаты всегда следили за униформой и общались согласно военному этикету. Финальным экзаменом на право стать коммандо являлась импровизированная высадка с моря ночью с использованием настоящей амуниции.

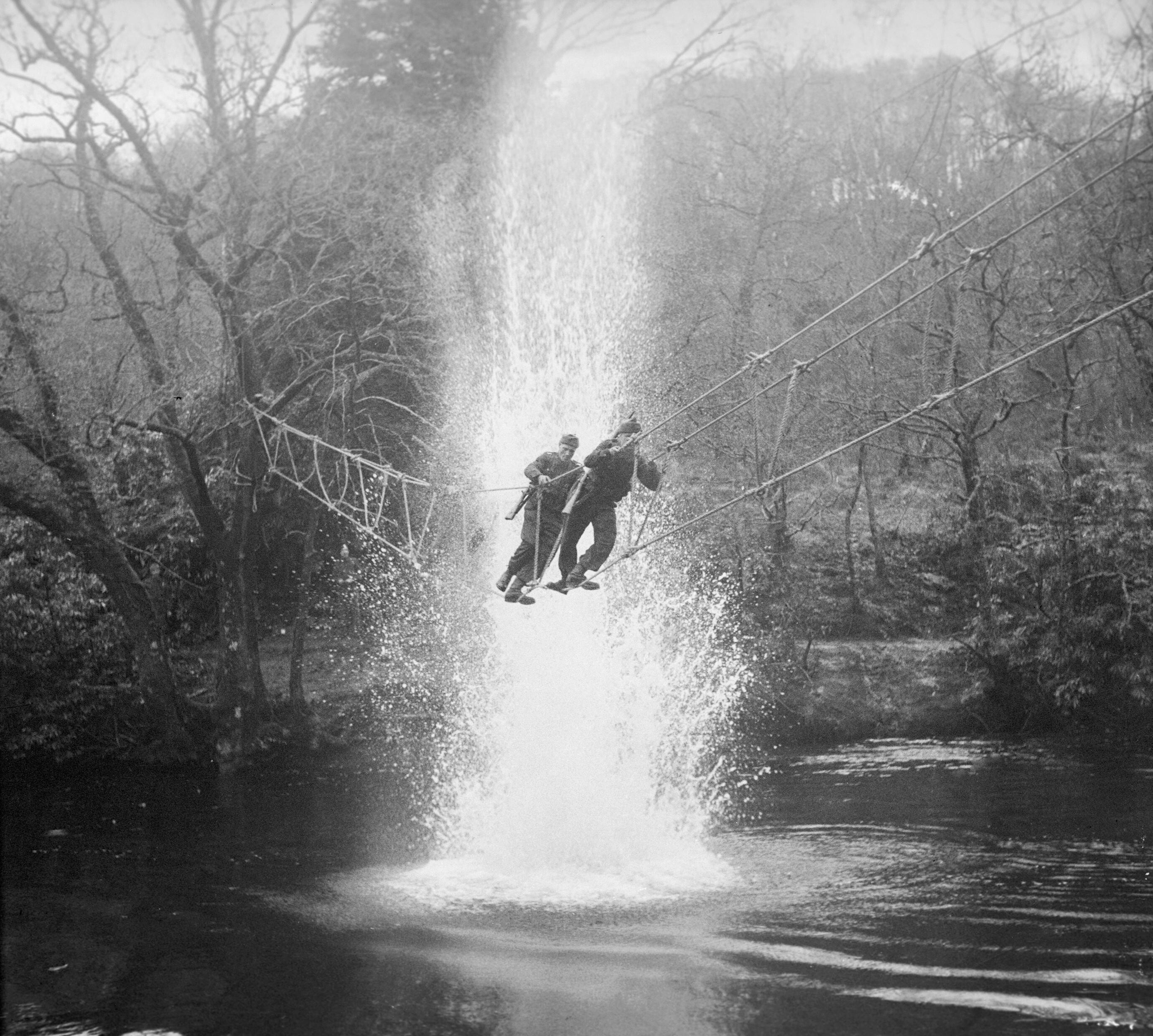
Коммандос переходят реку по мосту под импровизированным артиллерийским огнём

Ещё один учебный лагерь коммандос, который стал известен как «Лагерь обучения боевым действиям в горах и на Севере» (англ. Commando Mountain and Snow Warfare training camp), располагался в шотландском местечке Брэмар. Его главными лицами были начальник лагеря Фрэнк Смит, командир эскадрильи, и главный инструктор барон Джон Хант, майор. В лагере все подопечные Смита и Ханта учились воевать в зимних условиях и готовились к операциям за Полярным кругом. Им предстояло покорять заснеженные вершины и плавать в маленьких лодках и каноэ. Они также учились ходить на лыжах.
В 1943 году произошли серьёзные изменения в программе подготовки бойцов: теперь краеугольным камнем подготовки стала поддержка пехотных частей, а не диверсии и рейды. Бойцов отныне обучали пользоваться тяжёлым вооружением (наземной и морской артиллерией) и вызывать воздушную поддержку. Иногда во время обучения одну операцию выполняли сразу несколько бригад. К концу войны в основном учебном лагере в Акнакерри подготовку прошли порядка 25 тысяч солдат, среди которых были добровольцы из Бельгии, Франции, Нидерландов, Норвегии, Польши и даже Рейнджеры Армии США.

## Оружие и форма

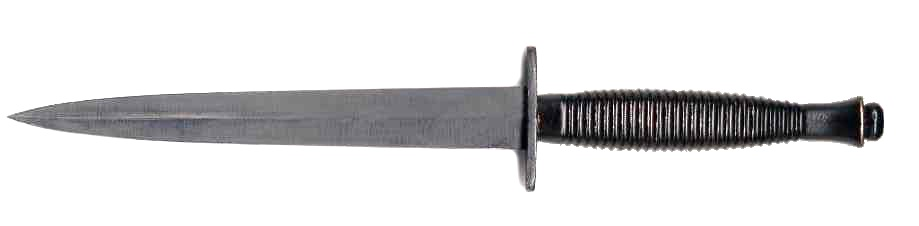
Боевой кинжал Ферберна-Сайкса, основное холодное оружие коммандос

Коммандос во время своих операций не располагали тяжёлым вооружением типа станковых пулемётов или артиллерии, которое состояло на вооружении пехотных дивизий, поэтому они обучались владению только стандартным стрелковым и холодным оружием британской пехоты. Среди этого оружия были:
- стандартная британская винтовка Lee-Enfield
- тяжёлый пулемёт поддержки Bren
- пистолет-пулемёт Томпсона (первый пистолет-пулемёт, который был принят на вооружение в Великобритании; он же «Томми-ган»)
- пистолет-пулемёт STEN, который пришёл на замену «Томми-гану»
- револьвер Webley, стандартное оружие ближнего радиуса действия
- пистолет M1911 (он же Colt 45), который использовал те же патроны, что и «Томми-ган»[43].

Вместе с тем коммандос должны были не просто убить противника, но и сделать это как можно тише. Поэтому они использовали бесшумное оружие, к которому относились карабин с глушителем De Lisle (созданный на основе «Ли-Энфилда», но уже к началу массового производства в 1944 году морально устаревший), пистолет с глушителем Welrod (чаще использовавшийся Управлением специальных операций) и разновидности холодного оружия. Наиболее распространённым был кинжал Ферберна-Сайкса для ближнего боя, наряду с которым британские коммандос пускали и другое холодное оружие — американский боевой нож Smatchet, разработанный Уильямом Ферберном, траншейный нож BC-41 и многие другие.
Чуть позже для коммандос открылись возможности использования тяжёлого вооружения: это были противотанковое ружьё Boys, 3-дюймовый миномёт и пулемёт «Виккерс». В обычных частях британской армии пулемёт «Виккерс» использовался только в специальных пулемётных батальонах, что ставило коммандос в особое положение.

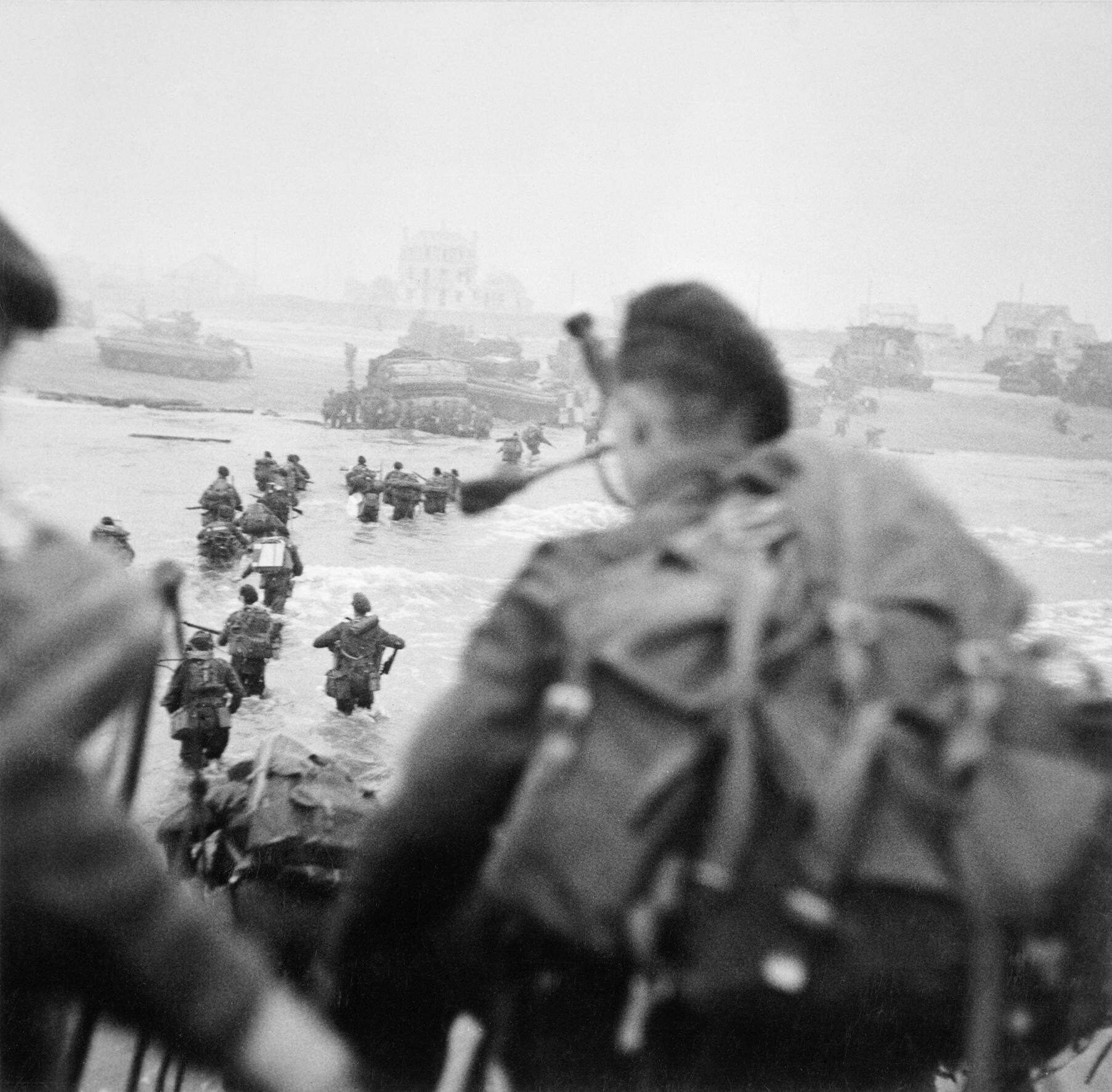
Коммандос участвуют в высадке в Нормандии

Изначально внешне коммандос не отличались от основных британских войск и носили традиционную британскую форму. Однако затем во 2-м подразделении коммандос предложили носить форму шотландских подразделений, что вскоре распространилось на все подразделения коммандос. В 11-м подразделении головным убором стала шапка тэм-о-шентер с чёрным плюмажем. В подразделениях коммандос Ближнего Востока основным головным убором стала широкополая шляпа с изображением кастета спереди (эта эмблема копировала рукоятку стандартного траншейного ножа Mark I, имевшую форму кастета). В 1942 году были учреждены собственная эмблема коммандос и зелёный берет как отличительный головной убор.
Поскольку коммандос готовились для рейдов в тыл противника и были легко вооружены, у них не было костюмов химической защиты или противогазов. Стандартный стальной шлем Броди был заменён для них войлочным подшлемником, а вместо обычных армейских ботинок им давались лёгкие туфли на резиновой подошве, позволявшие им бесшумно ходить. У всех подразделений также были свои длинные верёвки для скалолазания, которые можно было связать друг с другом. Именно коммандос стали первыми использовать вещмешок Бергена, чтобы переносить большие запасы патронов, взрывчатки и другого боевого снаряжения. Поверх основной военной формы носился разгрузочный жилет. Позднее для коммандос стали производить и куртки Денисона, которые ранее предназначались только для британских лётчиков и парашютистов.

## Операции
Первый рейд коммандос состоялся 23 июня 1940 года и стал известен как операция «Воротник» (рейд британских коммандос). В рейде участвовала 11-я отдельная рота под командованием майора Ронни Тода. Это была разведка боем, осуществлявшаяся на французском побережье к югу от Булонь-сюр-Мер и Ле-Туке. Рейд завершился частичным успехом: британцы не потеряли никого убитыми, хотя был ранен подполковник Дадли Кларк, сопровождавший нападавших как наблюдатель; как минимум два немецких солдата были убиты. Второй рейд, известный как операция «Амбассадор», был совершён 14 июля на остров Гернси, оккупированный немцами: в нападении участвовали 3-е подразделение и 11-я отдельная рота. Операция провалилась: один отряд высадился совершенно не на том острове, а другой и вовсе чуть не утонул. Разведка сообщила, что на острове находятся немецкие казармы, но коммандос нашли только пустые здания. Вернувшись на пляж, коммандос были вынуждены покинуть остров вплавь, поскольку почти все их судна были разбиты сильными волнами.
Размер отряда коммандос зависел от цели. Так, на операцию «Джей Ви» отправили всего двух человек из 6-го подразделения, а для операции «Юбилей» были подготовлены 10 500 человек. Рейд часто продолжался не более одной ночи, хотя некоторые (например, операция «Перчатка») затягивались на несколько дней. В Северо-Западной Европе коммандос организовали 57 высадок с 1940 по 1944 годы (из них 36 состоялись во Франции, 12 в Норвегии, 7 на Нормандских островах и по одной в Бельгии и Нидерландах). Крупнейшей победой коммандос является рейд на Сен-Назер, известный также как операция «Колесница», крупнейшими провалами — операции «Акватинт» и «Мушкетон», в которых погибли все задействованные бойцы. Маленькие рейды закончились к середине 1944 года по приказу генерал-майора Роберта Лэйкока: тот пришёл к выводу, что немцы усилили охрану побережья настолько, что её можно было разгромить только путём гигантской десантной операции, каковой и стала операция «Оверлорд».

### Норвегия

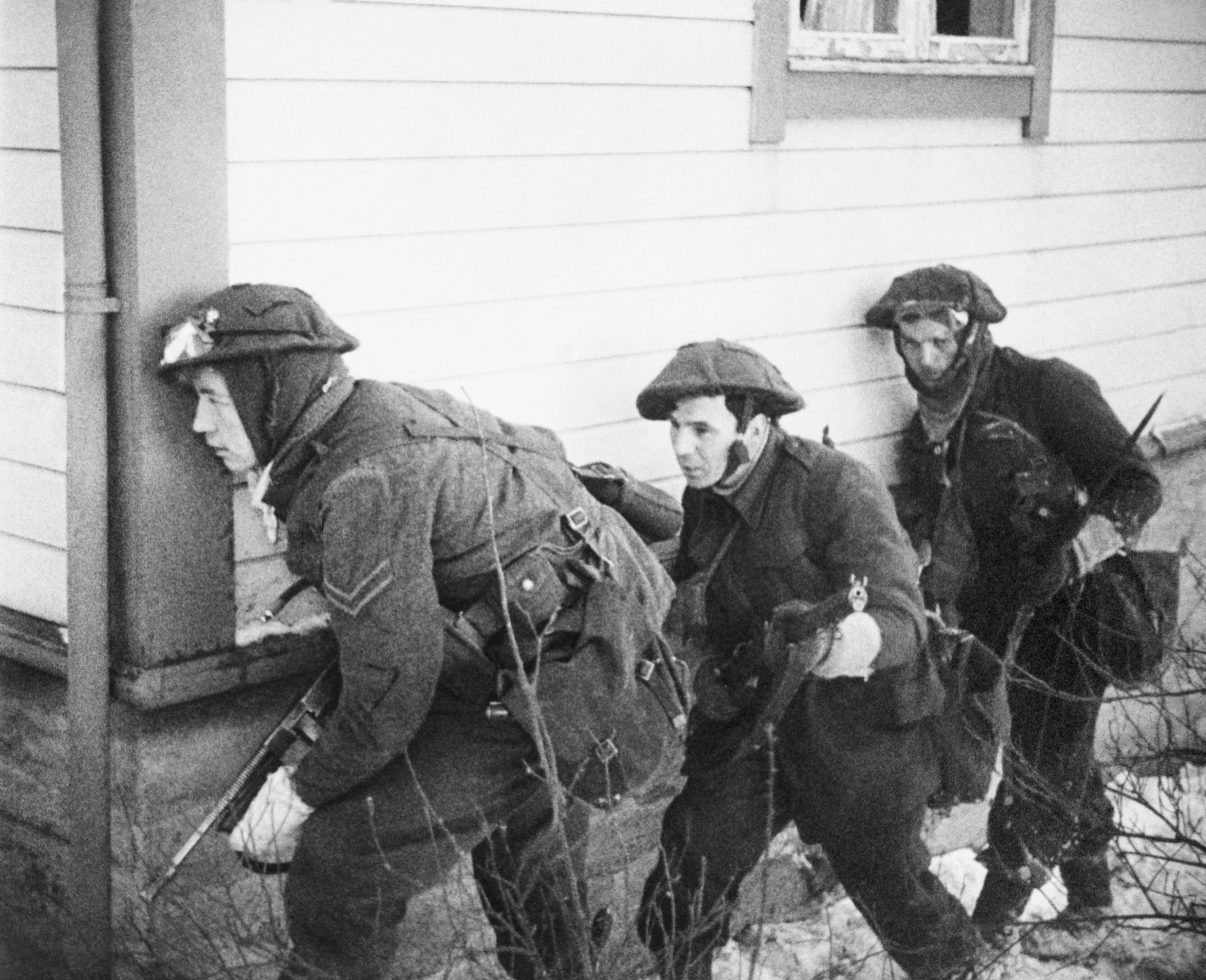
Британские коммандос в операции «Стрельба из лука». Крайний слева держит в руках пистолет-пулемёт Томпсона

Первый рейд коммандос в Норвегии — операция «Клеймор» — состоялся в марте 1941 года и был организован 3-м и 4-м подразделениями. Эта операция стала первой крупной высадкой британских войск с момента их ухода из Норвегии и Франции. Британцы пытались захватить Лофотенские острова. Им удалось уничтожить заводы по переработке рыбы, несколько нефтяных вышек и потопить 11 кораблей, а в плен попали 216 немцев с кодовыми книгами и оборудованием для шифрования и дешифрования сообщений.
В декабре 1941 года состоялись ещё два рейда. Операция «Энклет» была организована на тех же Лофотенских островах 26 декабря силами 12-го подразделения коммандос: немцы, праздновавшие Рождество, не оказали сопротивления британцам. Через два дня была организована операция «Стрельба из лука» по высадке на остров Вогсёй: прибыли солдаты из 2-го, 3-го, 4-го и 6-го подразделений, а также части британского флота и авиации. В ходе рейда фабрикам и складам был нанесён огромный ущерб, немецкий гарнизон был почти полностью перебит, потоплены 8 кораблей (в руки британцев также попал образец шифровальной машины «Энигма» с прилагающимися роторами и кодовыми книгами, который находился на одном из пароходов). События заставили немцев перебросить подкрепления в Норвегию, усилить береговые укрепления и отправить ещё больше кораблей в открытое море.

Раненого коммандоса несут на десантное судно LCA

В сентябре 1942 года 2-е подразделение участвовало в высадке под кодовым названием «Мушкетон» по взрыву гидроэлектростанции Гломфьорд. Все коммандос высадились с подводной лодки и, активировав заряды взрывчатки, разрушили несколько участков трубопровода, турбин и тоннелей, выведя из строя генератор и остановив частично работу электростанции. Однако немецкий гарнизон оказал сопротивление: один из коммандос погиб, ещё семеро попали в плен. Они содержались в замке Кольдиц, откуда их перевели в концлагерь Заксенхаузен и позднее там расстреляли. Это были первые потери коммандос, но не последние: по отданному в октябре 1942 года секретному приказу всех пленных коммандос немцам предписывалось расстреливать. Из участников операции «Мушкетон» выжили только трое человек, выбравшиеся в Швецию и потом вернувшиеся в отряд.
В 1943 году норвежские части 10-го интернационального, а также силы 12-го и 14-го арктического подразделений оказывали помощь британскому королевскому флоту в рейдах против немецкого флота в прибрежных водах Норвегии. Коммандос предоставляли огневую поддержку торпедным катерам, которые выходили в море, и охраняли норвежские фьорды. В апреле 1943 года семь солдат из 14-го подразделения участвовали в нападении на немецкую стоянку в Хёугесунне в рамках операции «Шах и мат». Они сумели потопить при помощи магнитных мин несколько кораблей, но немцы схватили их и отправили в концлагеря Заксенхаузен и Берген-Бельзен, где один из них умер от тифа, а остальные были казнены. Немцы, озабоченные рейдами в Норвегию, продолжали увеличивать свой контингент в этой стране, к 1944 году доведя его до 370 тысяч человек: для сравнения, полный состав британской пехотной дивизии в это время достигал 18 347 человек.

### Нормандские острова
На Нормандские острова британцы высаживались семь раз. Первая и крупнейшая из акций — операция «Амбассадор» — предусматривала высадку 140 человек из 3-го подразделения и 11-й отдельной роты ночью 14 июля 1940 года. Уже потом масштабы высадок сократились: 12 человек в сентябре 1942 года из 62-го подразделения высадились в рамках операции «Дриада», захватив семь человек в плен и украв несколько немецких кодовых книг. Спустя несколько дней они провели операцию «Брэнфорд» — разведывательную миссию для определения орудийных позиций, чтобы артиллерийским огнём оказывать помощь десантирующимся на остров Олдерни. В октябре того же года 12 человек из 12-го и 62-го подразделений в ходе операции «Базальт» высадились на остров Сарк и уничтожили четверых немцев, взяв одного в плен.
Другие рейды на Нормандские острова были не такими успешными: в январе 1943 года сорвалась высадка под кодовым названием «Хакабак» на остров Херм: британцы трижды пытались высадиться на остров, но, когда это им наконец удалось, никого там не обнаружили — ни немцев, ни местных жителей. В декабре 1943 года были предприняты две операции под кодовым названием «Хардтэк»: «Хардтэк 28» и «Хардтэк 7». Первая предполагала высадку на Джерси, но британцы наткнулись на минное поле, и в результате погибли два человека, а ещё один получил ранение. Немцы приготовились к бою, но коммандос успели отступить. Во второй операции британцы опять готовились высадиться на Сарк, но неудачно выбрали место десантирования и не сумели взобраться на обрывистый берег.

### Средиземноморье

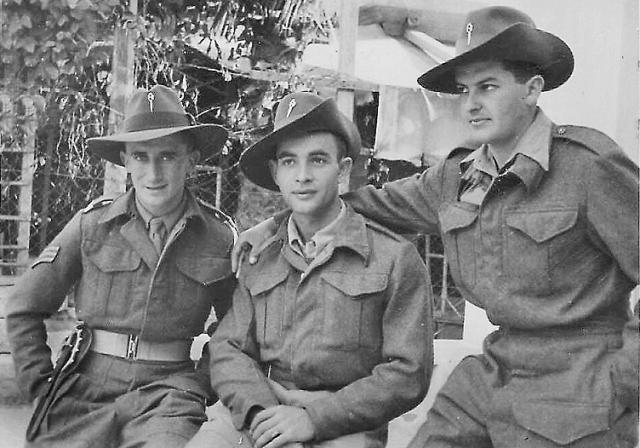
Солдаты 51-го подразделения в ближневосточной летней форме, один из них вооружён ножом Mark I с рукояткой в виде кастета.

В 1941 году коммандос Ближнего Востока вели тревожащие действия и операции по дезорганизации сил противника в Средиземноморском регионе. В период, когда шло формирование команды Layforce, на этом театре военных действий господствовали именно англичане, бравшие верх над итальянцами. Предполагалось использовать коммандос в освобождении Родоса, но ситуация на фронте радикально изменилась после того, как в Киренаику прибыл Африканский корпус и немцы успешно осуществили захват Югославии и Греции. К моменту прибытия в Египет команды Layforce ситуация была для англичан критической. После эвакуации британских войск из Греции коммандос остались единственным подразделением в общем резерве, а вскоре их вызвали в основные части армии, и таким образом совершать диверсионные рейды в Грецию стало практически невозможным.
В апреле 1941 года 7-е подразделение предприняло рейд на Бардию, но в дальнейшем командование решило использовать бойцов Layforce для участия в крупномасштабных боевых действиях. В мае 1941 года огромная часть Layforce была отправлена в качестве подкрепления британцам во время обороны Крита. Но как только они высадились, им был отдан приказ не контратаковать, а прикрывать британцев во время отхода на юг. Вооружение их было очень плохим: им не хватало миномётов и артиллерии, а из стрелкового оружия были только винтовки и ручные пулемёты Bren. Когда 31 мая эвакуация практически завершилась, коммандос, у которых заканчивались боеприпасы, пища и вода, отправились к Сфакии; многие из них не успели эвакуироваться из-за отсутствия десантных судов и попали в немецкий плен. С острова выбрались только 179 человек, а оставшиеся (от 600 до 800 человек, по разным оценкам), были убиты, ранены или попали в плен. Потери, ещё возросшие к концу июля, зачастую невозможно было внятно объяснить: проблемы вскрылись ещё во время рейда на Бардию, поскольку командование не могло снабдить коммандос всем необходимым для успешной операции. В итоге Layforce распустили.
Летом 1942 года в кампании в Ливийской пустыне принимало участие уникальное подразделение коммандос — Группа специального дознания, составленная из евреев Британской Палестины. Эти солдаты проходили особую подготовку: они обучались ориентированию на местности в пустыне, рукопашному бою, обращению с немецким оружием, а также углублённо изучали немецкий язык и культуру, разучивая даже немецкие военные марши и военный жаргон (большая часть служивших в группе была немецкими евреями, бежавшими из Третьего рейха). Часть их ранее служила в 51-м подразделении. Перед миссиями они брали в поход только вещи немецкого производства, в том числе и фальшивые любовные письма якобы от их немецких жён. Несмотря на тщательную подготовку, Группа специального дознания была наголову разбита во время операции «Соглашение», прошедшей с 13 по 14 августа 1942 года в Тобруке: коммандос должны были разрушить порт и оставить Африканский корпус вермахта без возможности снабжения. Итало-немецкие силы отразили нападение, перебив или захватив в плен почти всех коммандос группы.

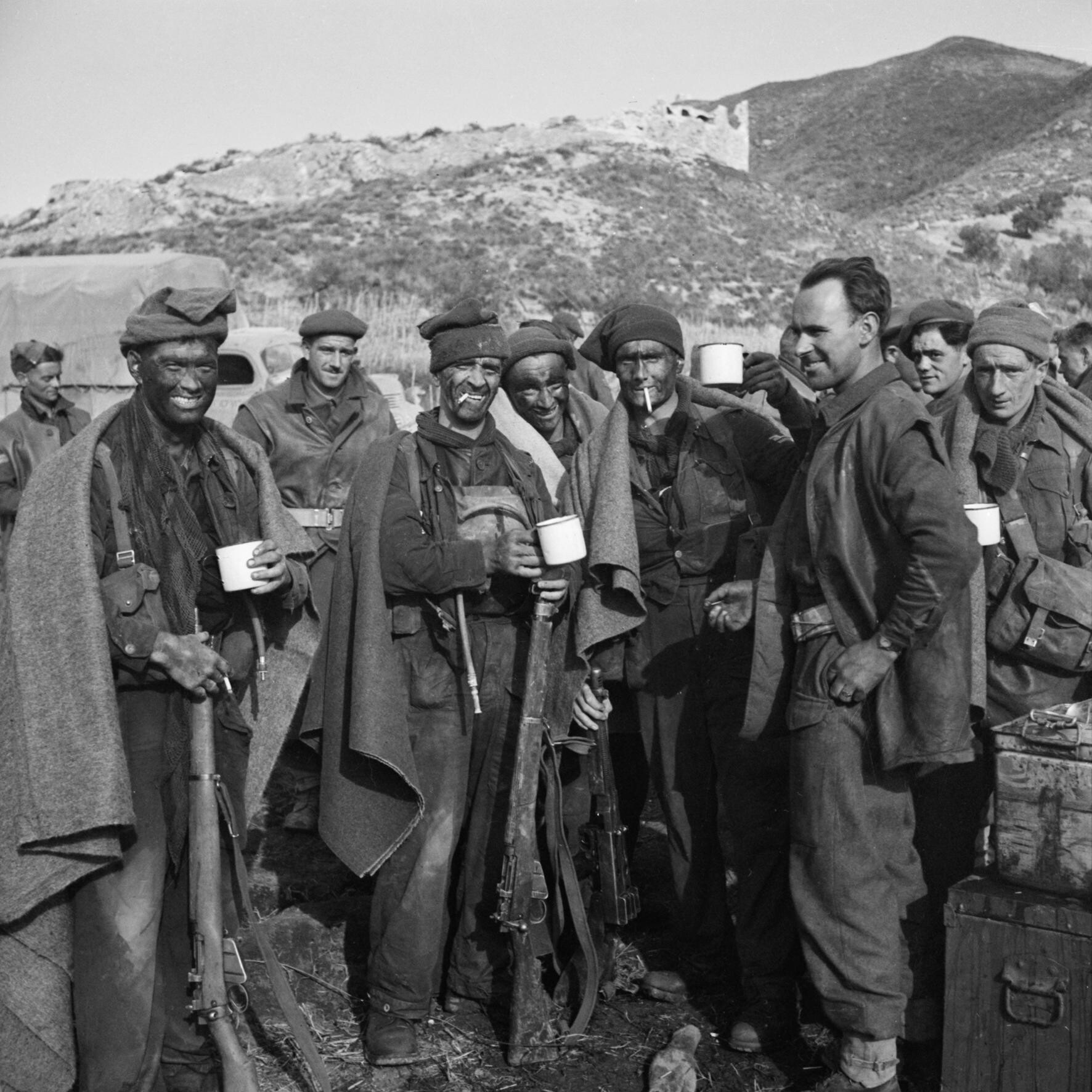
Коммандос из 9-го подразделения отдыхают утром после операции «Партридж» на реке Гарильяно, 30 декабря 1943

В ноябре 1942 года 1-е и 6-е подразделения были отобраны для высадки в Алжире. Британцы опасались попасться в руки французских вишистов, которые хотели отомстить за уничтожение их флота в Мерс-эль-Кебире. Чтобы не привлекать лишнего внимания, коммандос были переодеты в американскую военную форму. Тунисская кампания стала продолжением операции «Факел», и в её рамках подразделения коммандос участвовали в первой битве при Седженане с февраля по март 1943 года. На театре военных действий подразделения коммандос пребывали до апреля 1943 года, после чего покинули Северную Африку. Боеспособность обоих подразделений, лишённых административной поддержки и пополнений из числа солдат регулярной армии, за это время серьёзно упала.
В мае 1943 года в Средиземноморье прибыла Бригада особого назначения, составленная из 2-го и 3-го рядовых подразделений коммандос, а также 40-го и 41-го подразделений морских коммандос. Бригада готовилась к высадке в Сицилии. В составе основных сил союзников оказались именно морские коммандос. 2-я бригада особого назначения (позднее 2-я бригада коммандос) в ноябре 1943 года была пополнена бельгийскими и польскими частями 10-го интернационального подразделения: поляки отличились при захвате одной немецкой деревни, опередив 2-й/6-й батальон пехотного полка Её Величества. 2 апреля 1945 2-я бригада коммандос участвовала в операции «Жаркое» в лагуне Комаккьо на северо-востоке Италии, которая стала первой крупной операцией по отбрасыванию немцев за реку По и их вытеснению из Италии. В течение трёх дней коммандос провели зачистку местности вплоть до побережья Адриатики и тем самым обеспечили безопасность продвижения 8-й британской армии, убедив всех, что главный удар будет нанесён вдоль побережья, а не в направлении мыса Аргента. Майор SAS Андерс Лассен и капрал 43-го подразделения морских коммандос Томас Пек Хантер были посмертно награждены Крестами Виктории за свои действия в рамках этой операции.

### Франция

Саймон Фрэйзер, лорд Ловат, во главе 4-го подразделения после битвы за Дьеп

С 1940 по 1944 годы коммандос организовали 36 рейдов на французское побережье, преимущественно отрядами численностью в 10—25 человек, иногда с использованием даже нескольких отрядов одновременно. В марте 1942 года 2-е подразделение и несколько подрывников участвовали в операции «Колесница» (известной также как рейд на Сен-Назер). Эсминец «Кэмпбелтаун», сопровождаемый 18 малыми кораблями, протаранил ворота дока и остановился там. Коммандос разрушили здания в доке, оттеснив немцев. Спустя 8 часов на эсминце сдетонировала взрывчатка, и после взрыва док был полностью разрушен. В ходе рейда погибли более 360 немцев и французов. Из 611 высаживавшихся солдат 169 погибли и 200 попали в плен (в основном ранеными). 242 сумели уйти в море. В рейде участвовал 241 коммандо, из которых 64 были убиты или пропали без вести, а 109 захвачены в плен. Крестами Виктории были награждены двое коммандос — подполковник Огустус Чарльз Ньюмен и сержант Томас Дюррант — и трое моряков, ещё 80 человек также были награждены за проявленную отвагу.
19 августа 1942 года около Дьепа состоялся крупный морской десант, осуществлявшийся силами 2-й Канадской пехотной дивизии при поддержке 3-го и 4-го подразделений британских коммандос. Перед 3-м подразделением была поставлена задача вывести из строя немецкую береговую батарею под Берневалем, которая могла обстреливать место высадки. Корабль, на котором находились коммандос, столкнулся с немецкой береговой охраной, и лишь небольшая часть коммандос под командованием майора Питера Янга сумела после боя высадиться на укреплённом побережье. 18 человек, добравшихся до места дислокации батареи, открыли огонь из лёгкого стрелкового оружия и, хотя не смогли уничтожить сами орудия, не позволили артиллеристам вести прицельный огонь по месту основной высадки. В Варенжвилле удалось уничтожить артиллерийскую батарею силами 10-го интернационального подразделения (французский отряд) и отряда рейнджеров США из 50 человек. Коммандос 4-го подразделения вернулись домой почти в полном составе, а их капитан Патрик Портус был награждён Крестом Виктории.

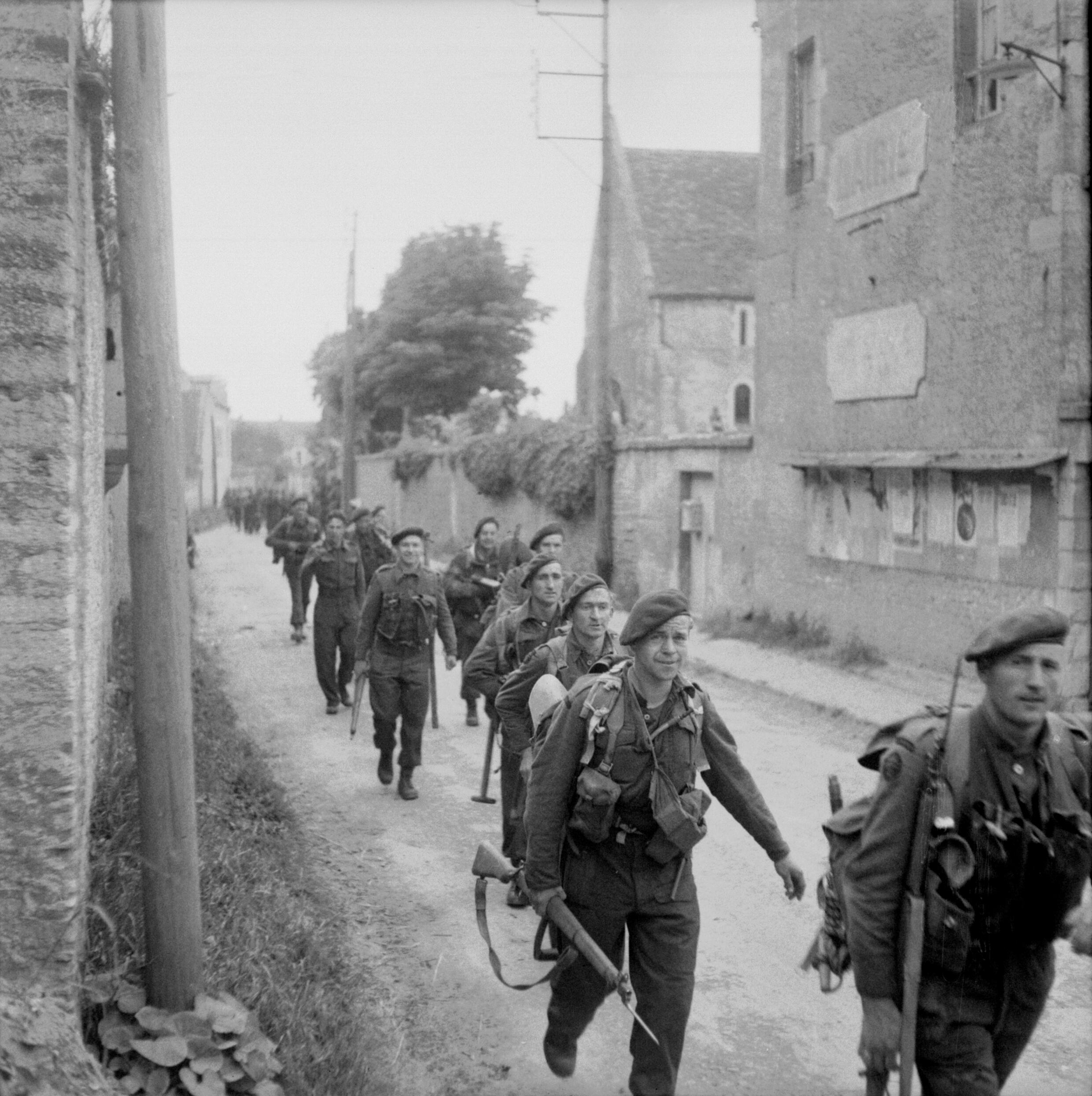
Морские коммандос спешат к мосту Пегас 6 июня 1944

В высадке в Нормандии 6 июня 1944 года принимали участие две бригады особого назначения. 1-я бригада особого назначения высадилась на пляже «Сорд», чтобы соединиться с 6-й воздушно-десантной дивизией, которая высадилась ночью и заняла мосты через реку Орн. Коммандос зачистили город Уистреам и прорвались к мостам. Прибыв к мосту Пегасю, они вступили в бой с немцами, который вели, пока не получили приказ отходить. Бригада пробыла в Нормандии 10 недель и потеряла 1000 человек, в том числе своего командира лорда Ловата, получившего ранение. Морская пехота из 4-й бригады особого назначения также участвовала в высадке: на пляже «Джуно», на левом фланге, высадились солдаты 48-го подразделения коммандос, а на пляже «Сорд», на правом фланге — солдаты 41-го подразделения. Оба они штурмовали Льон-сюр-Мер: 48-е подразделение высадилось перед Сент-Обен-сюр-Мер и потеряло 40 % личного состава. На пляже «Голд» перед городом Аснелль высадились солдаты 47-го подразделения. В ходе высадки на мины и рифы наскочили пять десантных кораблей, в результате чего погибли 76 бойцов из 420. Эти потери замедлили продвижение коммандос к порту Пор-ан-Бессен-Юппен, но город был взят уже на следующий день.

### Нидерланды

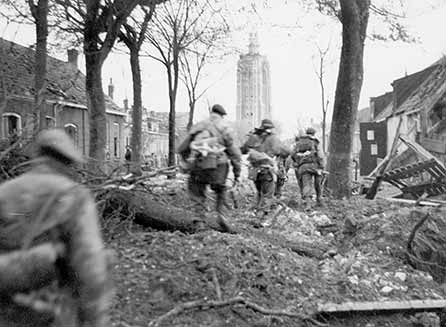
41-е подразделение морских коммандос в боях за Весткапелле

Битва на Шельде началась 1 ноября 1944 года силами 4-й бригады особого назначения с морского десантирования на остров Валхерен. Планировалось атаковать остров с двух сторон: с моря силами коммандос, а со стороны дамбы 2-й канадской и 52-й британской пехотными дивизиями. Солдаты 4-го подразделения высадились во Флиссингене, а 41-е и 48-е — в Весткапелле. 47-е подразделение, пребывавшее в резерве, высадилось последним и отправилось на соединение с 4-м подразделением коммандос на юге. В первый же день 41-е подразделение захватило маяк Весткапелле, служивший наблюдательным пунктом и ориентиром для артиллерии, после чего зачистило город и добралось до береговой артиллерии.
48-е подразделение захватило радарную станцию и двинулось к артиллерийской батарее на юге, которую удалось захватить ещё до наступления темноты. 2 ноября 47-е подразделение направилось на соединение с 48-м для атаки артиллерийской батареи в Заутеланде. Атака сорвалась: коммандос потеряли убитыми командиров всех пяти стрелковых частей. На следующий день атака повторилась, но в этот раз коммандос справились и соединились с 4-м подразделением. Захват батарей позволил флоту очистить прибрежные воды Антверпена от морских мин. 5 ноября 41-е подразделение захватило ещё одну артиллерийскую батарею к северо-востоку от Домбурга: в руках у немцев осталась только одна батарея. Шла подготовка и к её захвату, но 9 ноября поступило сообщение о капитуляции 4000 немецких солдат в этом районе, включая персонал батареи. Вскоре сдался и весь гарнизон острова.

### Германия

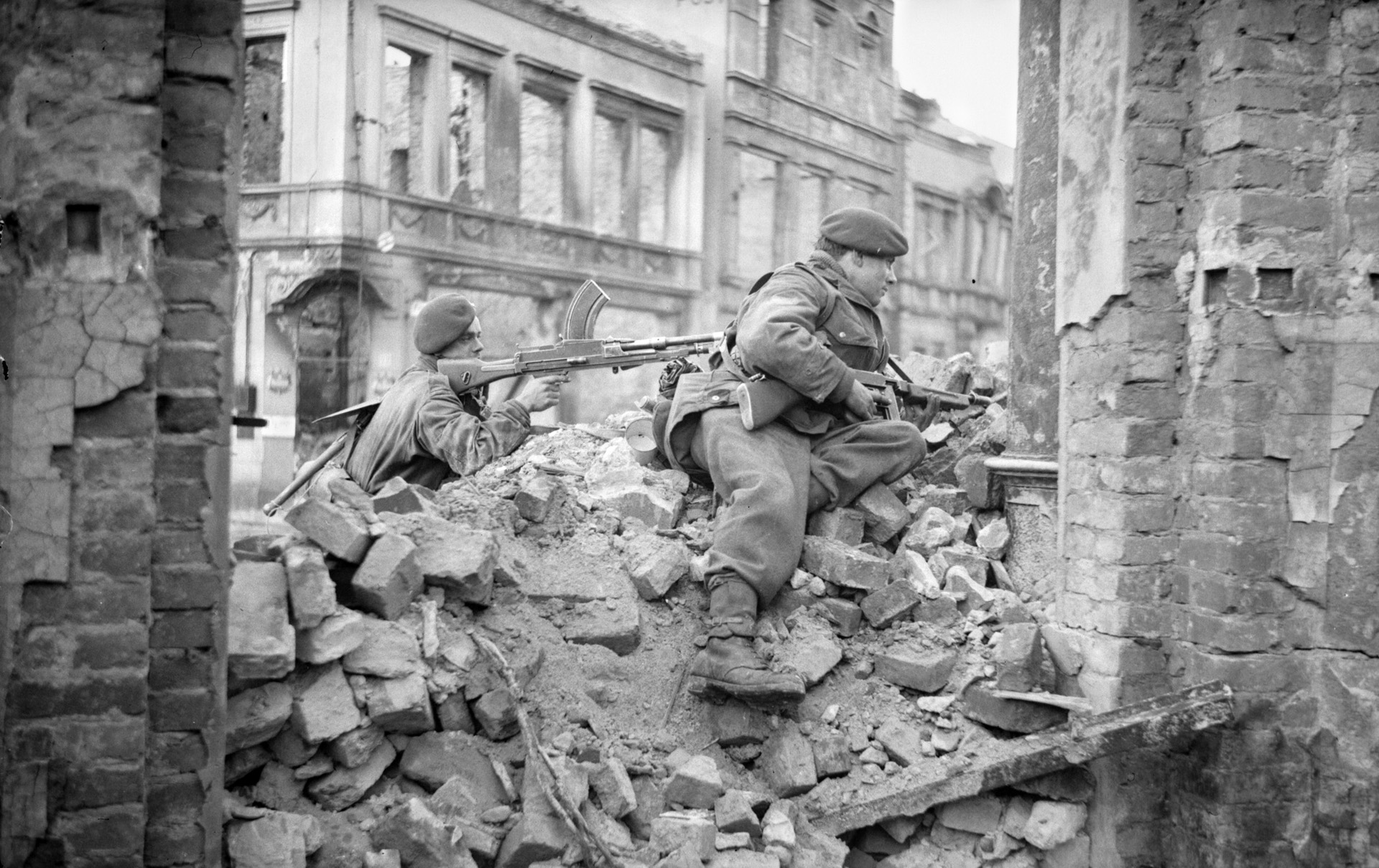
1-я бригада особого назначения в Оснабрюке 4 апреля 1945

В январе 1945 года 1-я бригада особого назначения участвовала в операции «Блэккок», в ходе которой младший капрал Генри Харден из Королевского медицинского армейского корпуса был награждён Крестом Виктории посмертно за спасение раненых морских коммандос из 45-го подразделения.
1-я бригада коммандос участвовала и в операции «Пландер» — форсировании Рейна в марте 1945 года. После массированной артподготовки вечером 23 марта бригада вместе с 15-й и 51-й пехотными дивизиями под прикрытием темноты пошла на штурм вражеских позиций. Резервы немцев были стянуты к мосту Людендорфа в Ремагене, который был захвачен 9-й танковой дивизией армии США. Коммандос пересекли Рейн примерно в 3,2 км от Везеля и незаметно вышли к его пригороду. После этого 200 бомбардировщиков королевских ВВС сбросили на город около 1000 тонн бомб. В городе же британские коммандос столкнулись с ожесточённым сопротивлением зенитных частей вермахта, и бои продолжались до 25 марта.

### Бирма

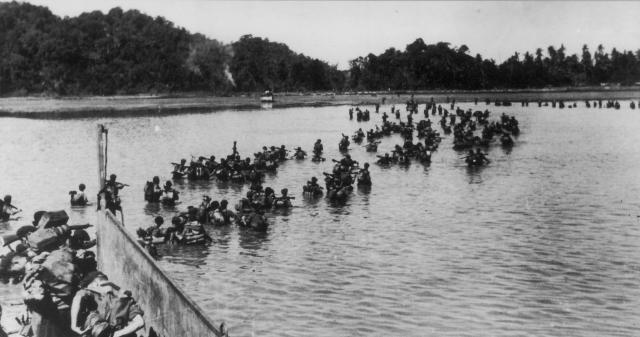
3-я бригада СпН КМП высаживается в Бирме

Во время Бирманской кампании в 1944—1945 годах 3-я бригада специального назначения участвовала в морских высадках на Южном фронте. Кульминацией этих десантов стал бой за высоту 170 в Кангоу, в котором отличился лейтенант Джордж Ноулэнд из 1-го подразделения: посмертно он был награждён Крестом Виктории. В ходе ожесточённых 36-часовых боёв коммандос отрезали путь к отступлению 54-й японской пехотной дивизии, а после прибытия 25-й индийской и 82-й западноафриканской дивизий британцев японцы были окружены на Аракане. Им пришлось отступить, чтобы не допустить полного разгрома 28-й армии. Коммандос готовились к полномасштабной высадке в Малайе, однако 2 сентября 1945 года после подписания акта о капитуляции Японской империи план был отменён. Японцы, повинуясь императорскому указу, сложили оружие. Этим и завершилась деятельность коммандос во Второй мировой войне: после этого они отправились в Гонконг нести полицейскую службу.

## Память
После окончания Второй мировой войны почти все подразделения коммандос были распущены: остались только три подразделения в морской пехоте и одна бригада. Правопреемником коммандос в вооружённых силах Великобритании ныне считается 3-я бригада специального назначения, где служат и морские пехотинцы, и солдаты сухопутных войск Великобритании; также называют себя правопреемниками коммандос солдаты Парашютного полка Великобритании, Особой воздушной службы и Особой лодочной службы.
Из всех стран Западной Европы, чьи граждане служили в 10-м интернациональном подразделении, только норвежцы в послевоенные годы не создавали своё подразделение коммандос. Подразделения по образцу британских появились после войны во Франции, Нидерландах и Бельгии. В США некоторые традиции коммандос перенял 1-й батальон Рейнджеров Армии США, поскольку их первые добровольцы были отобраны из частей, базировавшихся в Северной Ирландии (остальные батальоны рейнджеров проходили обучение без британских инструкторов).
479 британских коммандос были удостоены наград за годы войны, в их числе восемь кавалеров Креста Виктории, 37 награждённых орденом «За выдающиеся заслуги» (9 с лентами за второе награждение) и 162 кавалера Военного креста (13 награждены дважды). 32 человека награждены медалью «За доблестное поведение», 218 человек — Воинской медалью. В 1952 году в Шотландии был открыт памятник британским коммандос, посвящённый всем служившим в этих подразделениях в годы Второй мировой войны. Он расположен в миле от деревни Спин-Бридж: находясь рядом с памятником, туристы могут разглядеть замок Акнакерри, при котором располагался центр по подготовке коммандос, и поля, на которых проводились тренировки и учения бойцов.

## Почести
По законам Вооружённых сил Великобритании, особо отличившемуся подразделению воздаются боевые почести — оно имеет право нанести на своё знамя символическое название кампании, за которое было удостоено почестей. Британским коммандос воздавались боевые почести за участие в следующих кампаниях:
- Адриатика (Adriatic)
- Алетангьяу (Alethangyaw)
- Аллер (Aller)
- Анцио (Anzio)
- Мыс Аргента (Argenta Gap)[англ.]
- Бирма 1943—45 (Burma 1943-45)
- Крит (Crete)
- Дьеп (Dieppe)
- Переправа (Dives Crossing)
- Джебель-Шуша (Djebel Choucha)
- Румянец (Flushing)
- Греция 1944—45 (Greece 1944-45)
- Италия 1943—45 (Italy 1943-45)
- Кангоу (Kangow)[англ.]
- Высадка в Порто-Сан-Венере (Landing at Porto San Venere)
- Высадка на Сицилии (Landing in Sicily)
- Леезе (Leese)
- Литани (Litani)[англ.]
- Мадагаскар (Madagascar)
- Средний Восток 1941, 1942, 1944 (Middle East 1941, 1942, 1944)
- Монте-Орнито (Monte Ornito)
- Мьебон (Myebon)
- Высадка в Нормандии (Normandy Landings)
- Северная Африка 1941—1943 (North Africa 1941-43)
- Северо-Западная Европа 1942, 1944, 1945 (North-West Europe 1942, 1944, 1945)[англ.]
- Норвегия 1941 (Norway 1941)[англ.]
- Погоня до Мессины (Pursuit to Messina)
- Рейн (Rhine)
- Сен-Назер (St. Nazaire)
- Салерно (Salerno)
- Седженане 1 (Sedjenane 1)
- Сицилия 1943 (Sicily 1943)
- Паровой каток (Steamroller Farm)
- Сирия 1941 (Syria 1941)
- Термоли (Termoli)[англ.]
- Вогсёй (Vaagso)
- Валли-ди-Коммакьо (Valli di Comacchio)[англ.]
- Весткапелле (Westkapelle)
- Операция Musketoon